# Sparisomatinae
Sous-famille
Les Sparisomatinae sont une sous-famille de poissons-perroquets (Scaridae).

## Liste des genres
- genre Calotomus Gilbert, 1890
- genre Cryptotomus Cope, 1871
- genre Leptoscarus Swainson, 1839
- genre Nicholsina Fowler, 1915
- genre Sparisoma Swainson, 1839